# Calycellina calycelloides
Calycellina calycelloides är en svampart som beskrevs av Dennis & Spooner 1993. Calycellina calycelloides ingår i släktet Calycellina och familjen Hyaloscyphaceae.   Inga underarter finns listade i Catalogue of Life.